# Darius Johnson-Odom
Darius Earvin Johnson-Odom (Raleigh, Carolina del Norte, 28 de septiembre de 1989) es un jugador de baloncesto estadounidense que pertenece a la plantilla del CS Rapid București  de la Liga Națională rumana. Con 1,88 metros de estatura, juega en la posición de base. Su segundo nombre, Earvin, le fue puesto por sus padres en honor a Earvin Magic Johnson.

## Trayectoria deportiva

### Universidad
Pasó un año en el Hutchinson Community College, en el que promedió 21,6 puntos y 5,2 rebotes, siendo elegido en el primer equipo All-America de la NJCAA.  Jugó posteriormente tres temporadas con los Golden Eagles de la Universidad Marquette, en las que promedió 15,7 puntos, 3,0 rebotes y 2,5 asistencias por partido.
En su temporada júnior fue incluido en el segundo mejor quinteto de la Big East Conference, y al año siguiente en el primero, tras promediar 18,3 puntos y 3,5 rebotes por partido.

### Profesional
Fue elegido en la quincuagésimo quinta posición del Draft de la NBA de 2012 por Dallas Mavericks, pero fue traspasado a Los Angeles Lakers con los que firmó un contrato no garantizado en el mes de septiembre. Debutó como profesional el 9 de noviembre ante Golden State Warriors. Tras tres partidos disputados, fue asignado a Los Angeles D-Fenders de la NBA D-League.
El 26 de octubre de 2021, se comprometió con el Le Mans Sarthe Basket de la Pro A francesa.

## Estadísticas de su carrera en la NBA

### Temporada regular
| Año     | Equipo       | PJ | PT | MPP | %TC  | %3P  | %TL  | RPP | APP | ROB | TPP | PPP |
| ------- | ------------ | -- | -- | --- | ---- | ---- | ---- | --- | --- | --- | --- | --- |
| 2012-13 | L.A. Lakers  | 4  | 0  | 1.5 | .000 | .000 | .000 | 1.0 | .3  | .0  | .0  | .0  |
| 2013-14 | Philadelphia | 3  | 0  | 5.0 | .000 | .000 | .000 | .7  | .3  | .3  | .0  | .0  |
| Total   | Total        | 7  | 0  | 3.0 | .000 | .000 | .000 | .9  | .3  | .1  | .0  | .0  |